# Енос
Енос (на турски: Enez, Енез, на гръцки: Αίνος, Енос) е град, околийски и общински център в Източна Тракия, Северозападна Турция, вилает Одрин (Едирне) на югоизток от устието на река Марица. Между устието на Марица и града се намира националният парк Далян.

## История
През 1738 г. населението на Енос, както на всички важни градове в европейската част на Османската империя, е преобладаващо турско. Според статистиката на професор Любомир Милетич в 1912 година в Енос живеят 35 семейства помаци, смесени с турци и гърци.
В 1912 година по време на Балканската война Енос е превзет от българската армия. Градът е крайна точка на линията Мидия — Енос, територията, която според Лондонския мирен договор Османската империя отстъпва на страните от Балканския съюз.

## Други
На Енос е наречена улица в квартал „Стрелбище“ в София (Карта).